# Villa Filomena
Die Villa Filomena ist ein Landhaus aus dem 18. Jahrhundert im östlichen Viertel Barra von Neapel in der italienischen Region Kampanien. Es liegt im Gebiet des Miglio d’oro.

## Geschichte und Beschreibung
Das Gebäude gehört zu den ältesten in der Gegend um den Vesuv. Zusammen mit dem Palazzo Bisignano wurde sie bereits in der berühmten Karte des Duca di Noja erwähnt. Diese zeigt, dass die Villa selbst seit dieser Zeit fast unverändert geblieben ist, während der weitläufige Garten mit Allee verschwunden ist, in den man von der offenen Seite des großen, C-förmigen Hofes gelangte.
Der Park wurde aufgeteilt und mit jüngeren Wohnhäusern bebaut.